# Platydictya hattorii
Platydictya hattorii là một loài rêu trong họ Amblystegiaceae. Loài này được Kanda mô tả khoa học đầu tiên năm 1975.